# Миртил (комедиограф)
Миртил (грч. Μυρτίλος, 5. век п. н. е.), син Лисиде и брат комедиографа Хермипа, био је атински комедиограф који је стварао у оквиру старе атичке комедије. Код Суде су сачувана два наслова његових комедија: Титани-Пани (Τιτανόπανες) и Ероси (Ἔρωτες). У комаду Титани-Пани између осталог исмева мегарске хореге и њихове екстравагантне продукције на позорници. На драмским надметањима однео је једну победу, и то на Ленејском фестивалу око 427. п. н. е.